# Nodirbek Yakubboev
Nodirbek Yakubboev (Tashkent, 23 gennaio 2002) è uno scacchista uzbeko, Grande Maestro.
Medaglia d'oro alle Olimpiadi degli scacchi, alle quali ha partecipato quattro volte. Ha vinto tre volte il campionato uzbeko. Da gennaio 2020 è nella Top 20 della classifica mondiale juniores.
È il fratello del Maestro Internazionale Femminile Nilufar Yakubboeva, campionessa femminile uzbeka nel 2020.

## Carriera
Si mette in mostra al campionato del mondo giovanile di scacchi del 2016 dove si posiziona terzo nella categoria Under 14, alle spalle di Semyon Lomasov e Andrej Esipenko. Nel marzo dello stesso anno si aggiudica per la prima volta il campionato uzbeko di Tashkent con 6,5 punti su 9, vincendo allo spareggio tecnico nei confronti di Alisher Begmuratov, arrivo a pari punteggio.
Nell'aprile del 2017 vince il campionato giovanile asiatico nella categoria Under 16, totalizzando 7 punti su 9 a pari merito con il connazionale Shamsiddin Vokhidov, ma avendo un migliore punteggio nel Bucholz. La vittoria del torneo gli valse la nomina al titolo di Maestro Internazionale.
Nel maggio del 2018 vince per la seconda volta il campionato uzbeko con 9,5 punti su 14. Nel settembre del 2018 partecipa alle Olimpiadi di Batumi con la nazionale uzbeka in terza scacchiera. In Georgia ottiene 8,5 punti su 10 e il 5º posto assoluto di scacchiera, mentre la sua nazionale si classificherà al 16º posto assoluto di squadra, la sua performance gli varrà una norma di Grande Maestro. 
Nel marzo del 2019 partecipa alla terza edizione degli Sharjah Masters nella città emiratina di Sharja, dove si classifica primo con 7 punti su 9 a pari merito con altri 6 giocatori, fra i quali Super GM come Alireza Firouzja e Wang Hao. Ma il torneo verrà vinto da Ėrnesto Inarkiev.
Nel giugno del 2019, in seguito ai risultati ottenuti in precedenza e alle norme ottenute alle edizioni 2018 e 2019 dell'Open Aeroflot, riceve il titolo di Grande Maestro dalla FIDE. Nell'agosto del 2020 partecipa alle Olimpiadi Online in seconda scacchiera, ottenendo 2,5 punti su 6. La sua nazionale si classificherà 8ª su 10 nel Girone A della Top Division. In settembre vince per la terza volta il campionato nazionale uzbeko con 7,5 punti su 9.
Nel 2021 in maggio si qualifica alla Coppa del Mondo di Soči, arrivando al secondo posto nel torneo zonale della zona 3.4 della FIDE. In luglio passa il primo turno della Coppa del Mondo, battendo il grande maestro canadese Razvan Preotu con il punteggio di 1,5 a 0,5, esce al secondo turno, venendo sconfitto dal ceco David Navara per 1,5 a 0,5.
Nel 2022 in agosto vince la medaglia d'oro di squadra con la nazionale uzbeka alle Olimpiadi di Chennai e il bronzo individuale in seconda scacchiera, totalizzando 8 punti su 11 partite e ottenendo una performance di 2789 punti Elo.
Nel 2023 vince il Qatar Masters. Allo spareggio ha la meglio sul connazionale Nodirbek Abdusattorov, dopo che entrambi avevano concluso il torneo a 7 punti su 9.
Nel 2024 vince imbattuto l'Abu Dhabi Masters con 7 punti su 9, superando per spareggio tecnico altri 5 avversari,  conquista la medaglia di bronzo alle Olimpiadi di Budapest con la rappresentativa ubzeka, dove, schierato in seconda scacchiera, totalizza cinque punti su dieci.